# Karin Lušnic
Karin Lušnic (* 15. Mai 1971 in Ljubljana, Jugoslawien) ist eine ehemalige slowenische Tennisspielerin.

## Karriere
Lušnic gewann während ihrer Karriere einen Einzel- und vier Doppeltitel des ITF Women’s Circuits.
Für Slowenien nahm sie zusammen mit Tina Križan an den Olympischen Sommerspielen 1992 im Doppel in Barcelona teil. Sie verloren in der ersten Runde mit 2:6 und 2:6 gegen Manuela Maleeva-Fragnière/Emanuela Zardo aus der Schweiz.
Sie spielte von 1993 bis 1995 für die slowenische Fed-Cup-Mannschaft, für die sie sieben ihrer elf Partien gewann.
Im November 2019 gewann Lušnic zusammen mit Barbara Mulej den Titel im Doppel der Altersklasse Ü45 bei den „39th Young Seniors World Individual Championships 2019“.

## Turniersiege

### Einzel
| Nr. | Datum          | Turnier  | Kategorie   | Belag | Finalgegnerin       | Ergebnis |
| --- | -------------- | -------- | ----------- | ----- | ------------------- | -------- |
| 1.  | September 1992 | Makarska | ITF $10.000 | Sand  | Christina Habernigg | 6:0, 6:2 |

### Doppel
| Nr. | Datum      | Turnier  | Kategorie   | Belag | Partnerin       | Finalgegnerinnen                       | Ergebnis      |
| --- | ---------- | -------- | ----------- | ----- | --------------- | -------------------------------------- | ------------- |
| 1.  | März 1991  | Lissabon | ITF $10.000 | Sand  | Darija Dešković | Christelle Fauche Monika Kratochvílová | 6:4, 6:0      |
| 2.  | Juli 1992  | Subiaco  | ITF $10.000 | Sand  | Martina Hautová | Nathalie Ballet Joana Manta            | 6:1, 2:6, 6:2 |
| 3.  | April 1993 | Athen    | ITF $10.000 | Sand  | Darija Dešković | Sandra van der Aa Annemarie Mikkers    | 6:3, 7:65     |
| 4.  | Juni 1993  | Caserta  | ITF $25.000 | Sand  | Maja Murić      | Paula Cabezas Adriana Serra Zanetti    | 2:6, 6:2, 6:3 |

### Doppel Senioren
| Nr. | Datum            | Turnier | Kategorie | Belag | Partnerin     | Finalgegnerinnen         | Ergebnis |
| --- | ---------------- | ------- | --------- | ----- | ------------- | ------------------------ | -------- |
| 1.  | 1. November 2019 | USA     | ITF 45+   | Sand  | Barbara Mulej | Jenny Klitch Andrea Rice | 6:2, 7:5 |